# Hemerochorie

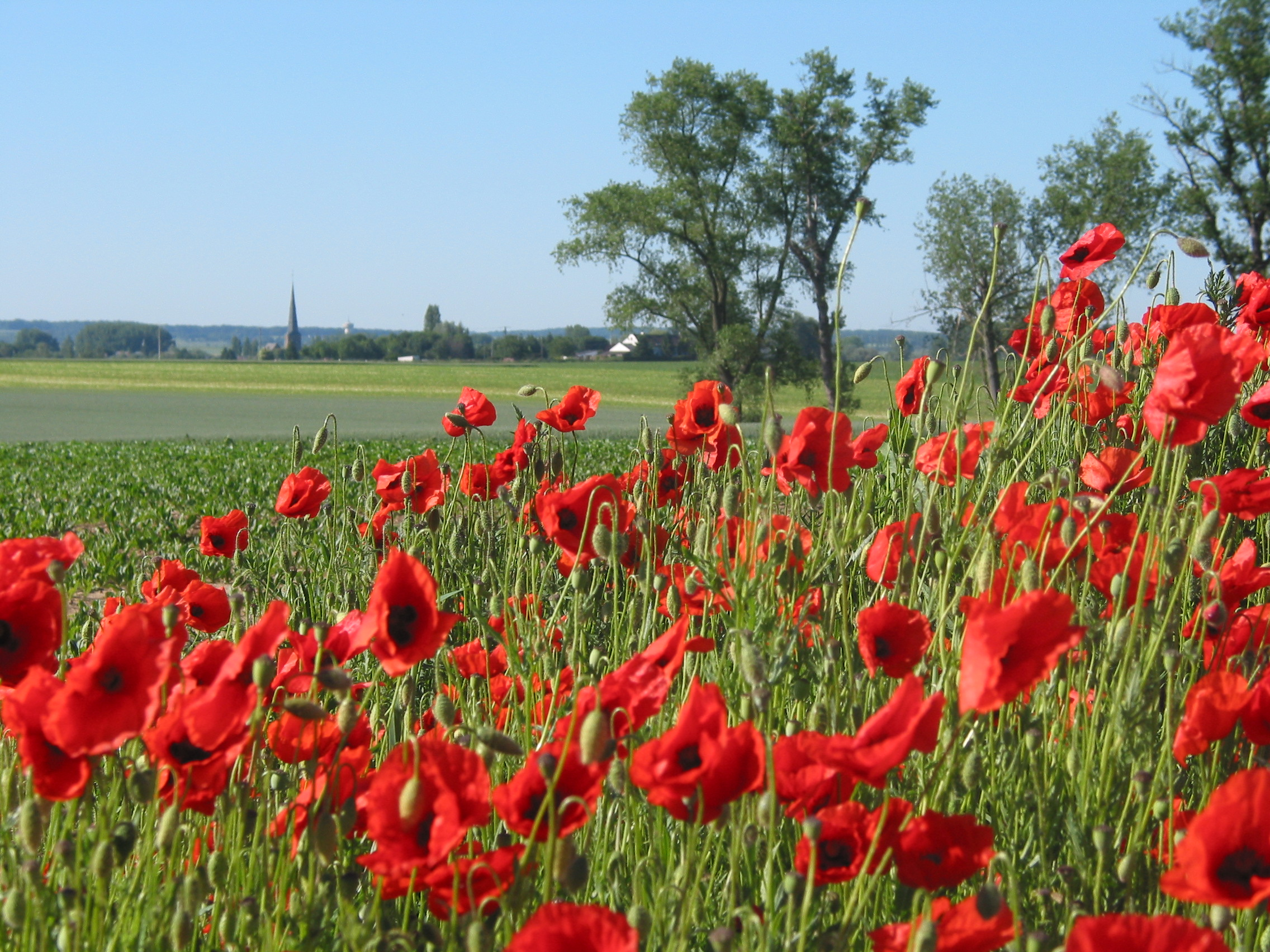
Klatschmohn ist eine hemerochore Pflanze, die zu den Archäophyten zählt.

Als Hemerochorie (von griechisch ἥμερος hḗmeros, deutsch ‚zahm, veredelt, bebaut, kultiviert, gesittet‘ und χωρεῖν chōreín, deutsch ‚sich fortbewegen, wandern‘) wird – vor allem auf dem europäischen Kontinent – die Ausbreitung von Pflanzen verstanden, bei der die Kultur der Nutzpflanzen durch den Menschen, direkt oder indirekt, an den Ausbreitungsvorgängen beteiligt ist. Dazu gehören das Verwildern von Kulturpflanzen, aber auch die Weiterverbreitung von Unkräutern mit ihnen. Der Begriff Anthropochorie wird oft synonym gebraucht, wird aber oft auch auf die Ausbreitung durch den Menschen selbst als Transportmedium eingeschränkt.
Hemerochore Pflanzen oder deren Samen wurden bewusst (Einführung) oder unbewusst (Einschleppung) von Menschen in ein Gebiet gebracht, das sie nicht (oder wesentlich langsamer) durch ihre natürlichen Ausbreitungsmechanismen hätten besiedeln können, oder es wurde ihnen durch die Kultur, die standörtliche Veränderungen verursachte, die Besiedlung dieses Gebiets durch Ausbreitung aus eigener Kraft ermöglicht. In ihrem neuen Lebensraum sind sie in der Lage, sich ohne gezielte menschliche Hilfe zu halten. Hemerochore Pflanzen können die biologische Vielfalt eines Lebensraums sowohl erweitern als auch verringern.

## Kategorisierung hemerochorer Pflanzen
Viele der mitteleuropäischen Kultur- und Zierpflanzen sind (sofern sie „verwildert“ sind und sich außerhalb der Kultur halten können) hemerochore Arten.
Hemerochore Pflanzen werden u. a. nach der Art ihrer Einführung eingeteilt, z. B.:
- Ethelochorie: die bewusste Einführung über Saatgut oder von Jungpflanzen,
- Speirochorie: die ungewollte Einführung durch verunreinigtes Saatgut,
- Agochorie: die Einführung über ungewollten Transport.

Aus chronologischer Sicht werden hemerochore Pflanzen unterteilt in:
- Archäophyten: Pflanzen, die vor dem Aufkommen des weltweiten Verkehrs um das Jahr 1500 – zu florenstatistischen Zwecken wird im Allgemeinen das Jahr 1492 (Entdeckung Amerikas) genommen – eingeführt wurden.
- Neophyten: Pflanzen, die nach dem Aufkommen des weltweiten Verkehrs um 1500 eingeführt wurden (siehe auch Neozoen). Dieser Zeitpunkt kann erdgeschichtlich-biogeographisch betrachtet als der Wichtigste seit dem Ende des Erdaltertums (Perm) gelten, denn damals begann sich der Urkontinent Pangäa in mehrere zu teilen, zwischen denen für die meisten Arten unüberwindliche Ausbreitungsbarrieren entstanden. Mit dem Aufkommen des weltweiten Verkehrs wurden diese Barrieren – erdgeschichtlich gesehen schlagartig – aufgehoben (Charles Elton), und zwar für alle Arten, da vom absichtlichen Transport prinzipiell keine Art ausgeschlossen ist.

Der im 20. Jahrhundert eingebürgerten gängigen Definition von Schroeder entsprechend, umfassen Archäophyten und Neophyten allerdings (neben überwiegend Hemerochoren) auch Arten, die das betrachtete Gebiet aus eigener Kraft erreicht haben, nachdem der Mensch ihnen veränderte Standorte zur Verfügung stellte. Schroeder nennt diese Arten „Eindringlinge“ (oder „Akolutophyten“).
Der Begriff Adventivpflanzen wird manchmal synonym mit dem Begriff Hemerochore gebraucht, oft aber auch eingeschränkt auf absichtlich in das Gebiet gebrachte und dann verwilderte Arten, mitunter auch für Arten, die sich (noch) nicht fest in ihrem neuen Lebensraum etabliert haben. Es gibt noch andere Gebrauchsweisen.
Der Begriff der Hemerochoren ist vom Begriff der Kulturfolger oder Apophyten zu unterscheiden. Dies können auch einheimische Arten sein, die an durch die Kulturtätigkeit des Menschen entstandenen Standorte entweder von vornherein angepasst waren oder sich im Nachhinein daran angepasst haben; deren Verbreitungsgebiet hat sich dadurch oft, aber nicht immer, vergrößert.

## Ausbreitungswege
Die Ausbreitung von Pflanzen durch die Kulturtätigkeit des Menschen geschah sehr wahrscheinlich schon in der Steinzeit, aber nachweislich spätestens in der Antike, und zwar entlang alter Handelsrouten. Früchte wie Äpfel und Birnen gelangten über die Seidenstraße aus dem Gebiet rund um das Altaigebirge allmählich nach Griechenland und von dort in die Gärten der Römer, die diese Kulturpflanzen wiederum nach Mitteleuropa brachten, und manche dieser Pflanzen konnten sich schließlich außerhalb der Kultur halten. Viele Nutzpflanzen, wie Tomate, Kartoffel, Kürbis und Feuerbohne gelangten erst ab dem 16. Jahrhundert nach Mitteleuropa, nachdem der amerikanische Kontinent entdeckt worden war, und werden mittlerweile weltweit angebaut. Da es sich weitgehend um Arten handelt, die außerhalb der Kultur nicht dauerhaft existieren können, sind sie keine Hemerochoren im Sinne der obigen Definition.
In den letzten 400 bis 500 Jahren erweiterte sich die Ausbreitung durch Handel und Kriegszüge, durch Forschungsreisende und Missionare. Letztere brachten sowohl aus Interesse an exotischen Pflanzen, die oft in die Pflanzensammlungen fürstlicher Höfe aufgenommen wurden, als auch zu rein wissenschaftlichen Zwecken zahllose Pflanzen von ihren Reisen mit. Im Rahmen botanischer Studien galt das Interesse häufig den möglichen Heilwirkungen dieser Pflanzen, aber auch der Erweiterung der botanischen Kenntnisse, oder die Pflanzen dienten nur der Sammelleidenschaft (Herbarien).
Einige Zierpflanzen gelangten auch nach Europa, weil sie ein lukratives Geschäft versprachen. Dies gilt beispielsweise für die Kamelien, von denen eine Art in Japan und China auch als Teepflanze angebaut wird. Während sich diese Art in Mitteleuropa als nicht kultivierbar herausstellte, entdeckten die Menschen sehr schnell den ästhetischen Reiz der anderen Kamelienarten als Zierpflanze. Bei der Akklimatisierung solcher aus entfernten Lebensräumen stammenden Pflanzen spielten Botanische Gärten eine große Rolle. Der wichtigste unter ihnen war Kew Gardens.

## Archäophyten, Neophyten, Adventivpflanzen
Hemerochor eingeführte Pflanzen werden, sofern sie in der Lage sind, sich in ihrem neuen Lebensraum auf natürlichem Wege fortzupflanzen und auszubreiten, nach der Zeit ihrer Immigration in Archäophyten und Neophyten unterteilt.

### Archäophyten

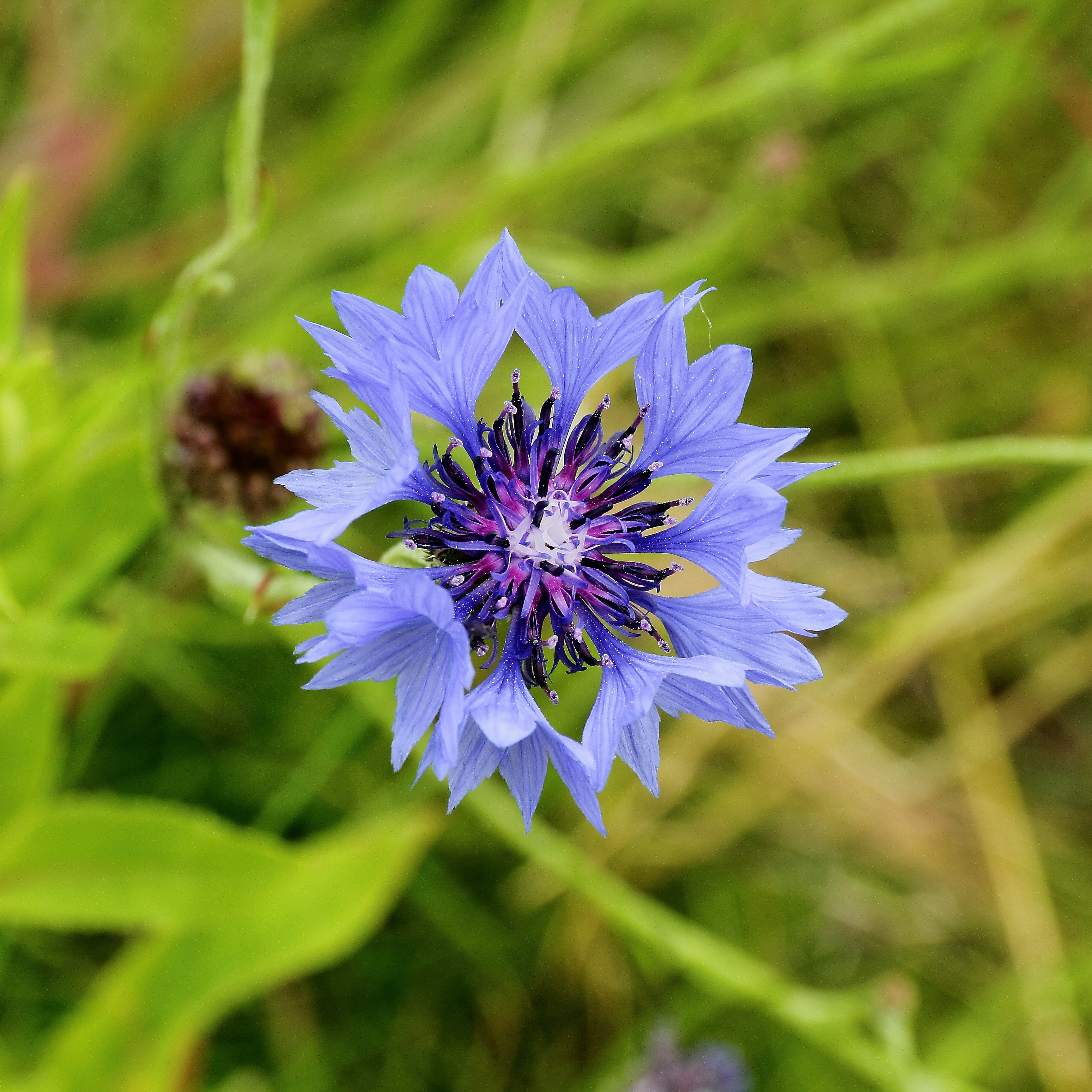
Die Kornblume ist eine speirochore Pflanze und zählt zu den Archäophyten.

Archäophyten sind die Pflanzen, die vor dem Aufkommen des weltweiten Verkehrs um 1500 in das für sie neue Gebiet eingeführt oder eingeschleppt wurden oder die aus eigener Kraft in durch die Kultur (Ackerbau und Viehzucht seit dem Neolithikum) für sie geeignet gewordene Räume eingewandert sind. Sie müssen in der Lage sein, sich selbstständig, also ohne gezielte menschliche Hilfe, fortzupflanzen. Zu den Archäophyten zählen viele weit verbreitete Pflanzen wie Klatschmohn, Kornblume, Echte Kamille und Kornrade. Mitteleuropäische Archäophyten stammen fast alle aus dem mediterranen Raum und den angrenzenden Gebieten Südosteuropas und Westasiens. Sie werden oft als Teil des natürlichen Ökosystems betrachtet, auch deshalb, weil die meisten einheimischen Pflanzen Mitteleuropas, also die, die ohne Hilfe von Menschen hierher gelangten, nach den Eiszeiten aus diesen Gebieten eingewandert sind.

### Neophyten
Neophyten sind Pflanzenarten, die nach dem Beginn des weltweiten Verkehrs um 1500 eingeführt oder eingeschleppt wurden und sich selbstständig langfristig halten können. Manche Botaniker betrachten Pflanzen dann als etabliert, wenn sie in ihrem neuen Lebensraum mindestens zwei bis drei spontane Generationen über einen Zeitraum von 25 Jahren durchlaufen haben. Mitteleuropäische Neophyten stammen in ihrer überwiegenden Zahl aus Ostasien und Nordamerika. Wesentlich geringer ist die Zahl der Neophyten, die aus dem Mittelmeerraum und Zentralasien eingeführt oder eingeschleppt wurden. Einige wenige Neophyten entstammen darüber hinaus anderen Gebieten, z. B. Südafrika (Senecio inaequidens) oder Australien (Chenopodium pumilio).
Etwa 420 Pflanzen werden in Deutschland als Neophyten eingeordnet, was etwa 16 Prozent der in Deutschland wachsenden Arten entspricht. Dazu zählt beispielsweise der Pyrenäen-Storchschnabel, eine Art aus der umfangreichen Gattung der Storchschnäbel. Er wurde aus südeuropäischen Gebirgen als Zierpflanze nach Mitteleuropa verbracht und eine Zeit lang als Gartenzierpflanze kultiviert, um danach durch großblütigere Arten aus der Gattung der Storchschnäbel als Gartenzierpflanze verdrängt zu werden. Im 21. Jahrhundert wächst der Pyrenäen-Storchschnabel weniger in Gärten als auf Ruderalflächen und in Wiesen, wo er eine Nische unter den sogenannten indigenen Pflanzen, also Arten, die hier ursprünglich heimisch sind, gefunden hat.

#### Problematische und unproblematische Neophyten

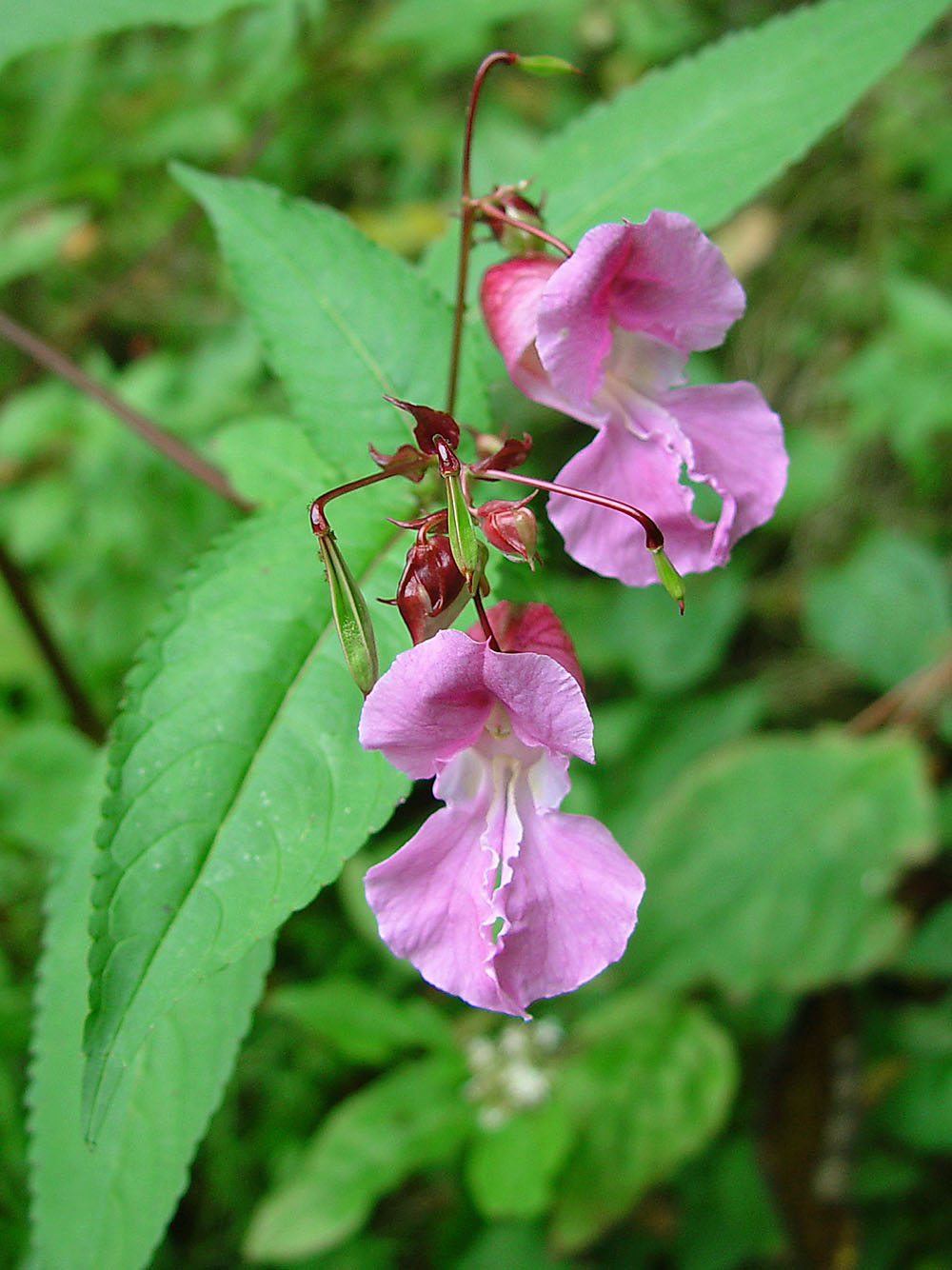
Drüsiges Springkraut (Impatiens glandulifera)

Als problematisch werden von den Naturschützern Neophyten deshalb bezeichnet, weil diese durch ihre Anwesenheit die einheimische Flora „verfälschen“, oft aber nur dann, wenn sie einheimische Arten – vor allem durch Konkurrenz – beeinträchtigen oder gar verdrängen. Problematisch können Neophyten (und hemerochore Arten insgesamt) aber auch in ökonomischer oder gesundheitlicher Hinsicht sein.
Das Drüsige Springkraut wird vom Naturschutz zu den in Mitteleuropa problematischen Neophyten gezählt.
Der Pyrenäen-Storchschnabel oder das Schneeglöckchen sind Neophyten, die in Mitteleuropa eher als unproblematisch gelten. Sie beeinflussen die ursprüngliche Vegetation nur geringfügig und in ihnen wird eher eine Bereicherung der biologischen Vielfalt des mitteleuropäischen Raumes gesehen. Andere in Mitteleuropa hemerochore Pflanzen haben dagegen andere Pflanzen in größerem Ausmaß verdrängt. Das Artengefüge kann sich derart stark ändern, dass manche Biotope von diesen Einwanderern frei gehalten werden müssen, wenn die vorher vorhandene Biozönose in ihrem Zustand erhalten bleiben soll. Eine Ausrottung einheimischer Arten durch Neophyten, wie sie durch Neozoen auf ozeanischen Inseln sehr oft bewirkt wurde, gibt es allerdings in Mitteleuropa nicht.
Zu den Neophyten, die Invasionspflanzen genannt werden, d. h. solche, die sich im neuen Gebiet ausbreiten, zählen in Mitteleuropa beispielsweise die Kanadische Goldrute, das Drüsige Springkraut, die Gewöhnliche Robinie, oder der aus dem Kaukasus stammende Riesen-Bärenklau, der Japanische Staudenknöterich, die alle als Zierpflanzen und Nutzpflanzen (u. a. Bienenweide) eingeführt bzw. in die naturnahe Vegetation eingebracht wurden und inzwischen an manchen Standorttypen die Vegetation dominieren. So ist die Kanadische Goldrute vielerorts die häufigste Pflanze auf Brachflächen, und das Drüsige Springkraut verdrängt an vielen feuchtschattigen Standorten die einheimische Vegetation. Als besonders bedenklich wird oft der Riesen-Bärenklau angesehen, da er sehr gesundheitsschädlich ist. Auch das Riesen-Chinaschilf, das als Energiepflanze angebaut wird, dürfte eine Invasionspflanze werden.
Neophyten, die sich „aggressiv“ ausbreiten und dabei Biotope nachhaltig verändern, stellen in manchen Teilen der Welt ein weit größeres Problem für den Naturschutz dar als in Mitteleuropa, vielerorts aber auch ein ökonomisches. Beispielsweise haben in Australien aus Amerika eingeführte und dann verwilderte Opuntia-Arten (Feigenkaktus) ganze Landstriche für die Weidewirtschaft nahezu unbrauchbar gemacht; gleiches gilt für den aus Europa stammenden Stechginster (Ulex europaeus) in Neuseeland. Als Gartenzierpflanzen eingeführte Rhododendron-Arten verdrängen auf den britischen Inseln, z. B. im nordwalisischen Nationalpark Snowdonia die einheimische Vegetation. Ähnliches ist auf vielen entwässerten Hochmoorstandorten des atlantischen und subatlantischen Klimas zu beobachten. Die Robinie (Robinia pseudoacacia) wurde als raschwüchsiger Forstbaum aus Amerika nach Mitteleuropa importiert und bedroht nun seltene Magerwiesen und natürliche Waldgesellschaften trockener Standorte. In Nordamerika haben sich Tamarisken, die in Südeuropa und in den gemäßigten Zonen Asiens beheimatet sind, als problematische Pflanzen erwiesen. In den nährstoffarmen, jedoch an krautigen Pflanzen und Sträuchern reichen Heidelandschaften (Fynbos) der Kapregion Südafrikas breiten sich aus Australien stammende Eukalyptus-Arten stark aus. Da diese in einem hohen Maß an nährstoffarmen Boden angepasst sind und ihnen in der Kapregion Südafrikas die Nahrungskonkurrenten und Schädlinge als Bestandsregulatoren fehlen, sind sie in der Lage, dort das biologische Gefüge sehr stark zu verändern.
Auf Hawaii hat sich auch der tropische Goldtüpfelfarn (Phlebodium aureum) seit 1910 stark ausgebreitet und gilt dort als Invasionspflanze.
Insbesondere instabile, bereits durch Eingriffe stark veränderte oder durch bestimmte Eigenschaften gekennzeichnete Ökosysteme können durch Neophyten massiv beeinträchtigt werden, da die konkurrenzstarke Klimaxvegetation bereits geschwächt ist. In den australischen Regenwäldern besiedeln Neophyten beispielsweise zuerst die Flächen entlang von Straßen und Wegen und dringen von dort aus in die angrenzenden Areale ein.

### Adventivpflanzen
Ephemerophyten sind Adventivpflanzen, die sich vorübergehend etablieren können. Sie sind jedoch nicht in der Lage, mit allen am Standort vorkommenden Bedingungen zurechtzukommen. Ein strenger Winter oder eine ungewöhnliche Trockenperiode könnte zum Absterben solcher Pflanzen führen; meist sind sie unter den für sie extremen Standortbedingungen dem Konkurrenzdruck der heimischen Flora nicht gewachsen. Als Adventivpflanze einzuordnen wäre beispielsweise die Dattelpalme, die in Berlin-Kreuzberg entdeckt wurde und die zumindest einige milde Berliner Winter überlebte. Auch die Feigen, die an klimatisch begünstigten Stellen Mitteleuropas wachsen, würden eher dieser Gruppe zugeordnet werden.

## Formen der Hemerochorie

### Ethelochorie

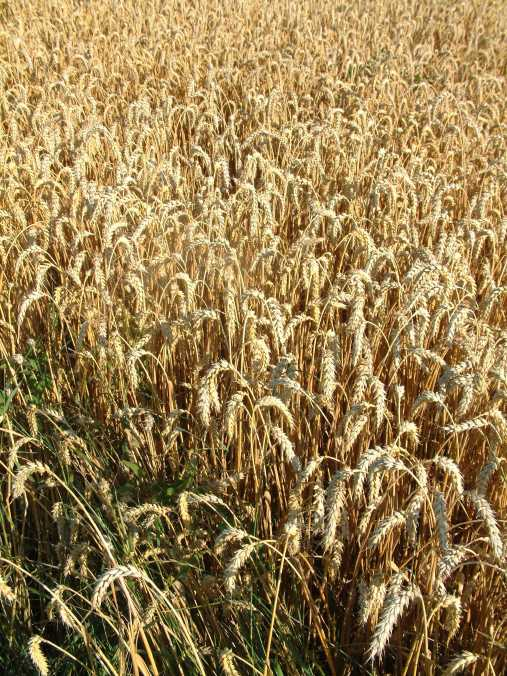
Feld mit Weichweizen – Weizen ist einer der Archäophyten, die über Ethelochorie nach Mitteleuropa eingeführt wurden.

Die Ausbreitung von Pflanzen als Saatgut ist eine Form der Hemerochorie. Sie wird als Ethelochorie bezeichnet. Zahlreiche Kulturpflanzen, die für die menschliche Ernährung wichtig sind, sind durch den Menschen gewollt ausgebreitet worden. Weizen, Gerste, Linse, Dinkel, Ackerbohne, Lein und Mohn sind beispielsweise keine für den mitteleuropäischen Raum typische Pflanzen, obwohl sie alle zu den Archäotypen zählen. Menschen brachten sie nach dem Beginn der Jungsteinzeit (vor etwa 6.500 Jahren) allmählich vom östlichen Mittelmeerraum nach Mitteleuropa. Damals begannen die ersten Ackerbauern in mitteleuropäischen Gebieten sesshaft zu werden.
Vor allem durch Auswanderer aus Europa haben viele der alten Kulturpflanzen weltweit Verbreitung gefunden. Der seit mindestens 4.000 Jahren angebaute Weizen wurde im 16. Jahrhundert in Amerika und im 19. Jahrhundert in Australien eingeführt. Apfelsine (Apfel aus China), Zitronen, Aprikosen und Pfirsiche waren ursprünglich in China beheimatet. Sie gelangten vermutlich über die Seidenstraße bereits im 3. Jahrhundert v. Chr. in den kleinasiatischen Raum und von dort durch die Römer in den Mittelmeerraum. Europäische Siedler wiederum betrieben mit diesen Arten den Obstanbau in den dafür geeigneten Regionen Amerikas.
Ab dem 16. Jahrhundert wurden verstärkt Zierpflanzen angebaut. Ähnlich wie der Pyrenäen-Storchschnabel wurden zunächst in Europa beheimatete Arten als Gartenpflanzen eingeführt. Dazu zählen beispielsweise die Gladiolen, die Zierlaucharten wie der Gold-Lauch, europäische Glockenblumen-Arten, das in Südosteuropa beheimatete Schneeglöckchen oder die Gemeine Waldrebe. Später kamen auch Zierpflanzen aus weiter entfernteren Regionen hinzu. Insbesondere aus Ostasien wurde eine Reihe von Pflanzen als Exotikum oder aus wirtschaftlichem Interesse nach Europa eingeführt. Inzwischen weisen viele Parkanlagen Chinesische Zierkirschen und andere Bäume auf. Die mitunter unerwünschten Folgewirkungen einer solchen Einführung von Zierpflanzen sind im Abschnitt Neophyten erläutert und im Abschnitt Erfahrungen in Australien und Neuseeland beispielhaft dargestellt.

### Speirochorie

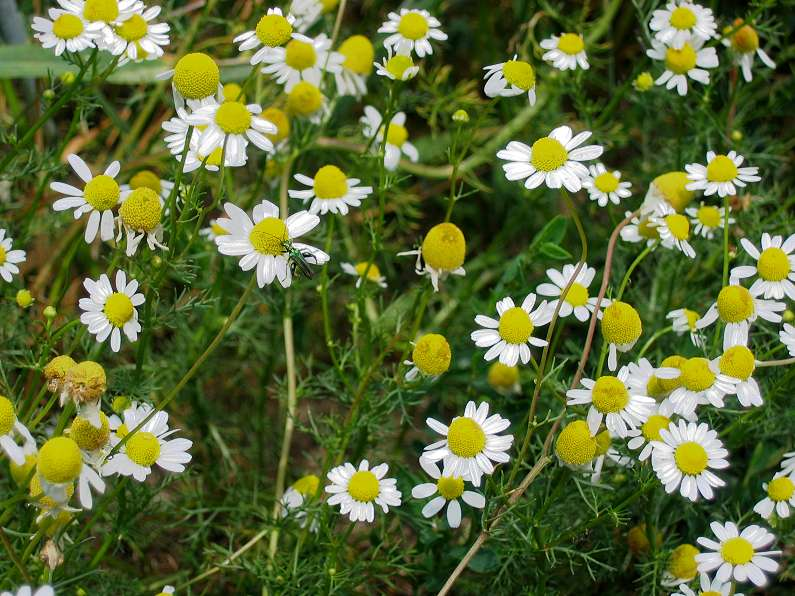
Die Echte Kamille gehört zu den Pflanzen, die ungewollt als Saatgutbegleiter ausgebreitet wurden.

Einige Pflanzen wurden in diesem Prozess auch unbeabsichtigt nach Mitteleuropa verbracht; diese ungewollte Hemerochorie als Saatgutbegleiter heißt Speirochorie. Da jedes Saatgut auch Samen der Kräuter des Ackers enthält, von dem es stammt, wurden durch den Handel mit dem Saatgut der Nutzpflanze auch ihre Konkurrenten, die „Unkräuter“, mit verkauft.
Speirochore Pflanzen werden auf einem vom Menschen vorbereiteten Boden ausgesät und sind Konkurrenten der Nutzpflanzen. Pflanzen, die als Archäophyten gelten, wie der im Mittelmeerraum beheimatete Klatschmohn, die Echte Kamille, die Kornblume, Kornrade und Acker-Hahnenfuß, breiteten sich über das Saatgut mit dem Getreide in Mitteleuropa aus. Der Autor Crosby schätzte, dass allein im Jahr 1912 durch Klee- und Grassamenimporte 2–6 Milliarden Unkrautsamen nach Großbritannien gebracht wurden.
Inzwischen wird das Saatgut durch moderne Verfahren gründlicher gereinigt und auch der Anbau weist durch Pflanzenschutzmittel und andere Bekämpfungstechniken kaum noch Verunreinigungen auf. Die Ausbreitung über Speirochorie in der mitteleuropäischen Kulturlandschaft nimmt daher nur noch eine sehr untergeordnete Rolle ein; die Verarmung der Äcker ist auch darauf zurückzuführen.
Trotzdem wurde die in Australien als problematischer Bioinvasor eingeordnete Nordamerikanische Seide (Cuscuta campestris) jeweils in den Jahren 1981, 1988 und 1990 gemeinsam mit Basilikumsamen versehentlich nach Australien eingeführt.

### Agochorie
Agochore Pflanzen sind solche, die durch unbeabsichtigten Transport ausgebreitet werden. Anders als speirochore Pflanzen werden sie in der Regel nicht auf durch den Menschen vorbereiteten Böden ausgesät. In Mitteleuropa ist es vor allem die seit den 1980er Jahren als kritisch eingeordnete Erdmandel, deren Knollen massenhaft an Fahrzeugen und Maschinen haftend ausgebreitet werden.
An Land traten agochore Pflanzen früher häufig in Häfen, an Bahnhöfen oder entlang von Bahnstrecken auf. Untersuchungen an Autos, mit denen Touristen in den australischen Kakadu-Nationalpark einreisen wollten, zeigen jedoch, dass diese Fahrzeuge wesentlich an der agochoren Ausbreitung beteiligt sind: 70 Prozent der untersuchten Wagen führten in den Reifenrillen oder in Schlammablagerungen am Chassis Pflanzensamen mit sich, darunter Samen einer Reihe solcher Pflanzen, die in Australien als problematische Invasoren eingeordnet werden und die aus dem Park, der zum Weltkulturerbe gehört, ferngehalten werden sollen.
Durch Agochorie werden jedoch vor allem Wasserpflanzen ausgebreitet.

#### Ballastwasser als Medium der Agochorie
Bei der agochoren Ausbreitung von Wasserpflanzen spielt Ballastwasser eine große Rolle. Seit etwa 1880 wird Ballastwasser zur Stabilisierung von nicht voll beladenen Schiffen eingesetzt. Weltweit werden so etwa zehn Milliarden Tonnen Meerwasser mitsamt den darin enthaltenen Organismen verschifft.
Vor allem Exportländer sind von der Ausbreitung von Organismen durch Ballastwasser betroffen. Die Schiffe erreichen die Häfen mit leerem Frachtraum, aber vollgepumpten Ballasttanks. In diesen Häfen werden dann beim Beladen mit tausenden Kubikmetern Meerwasser fremde Lebewesen in eine neue Umgebung gelenzt. Die in deutschen Häfen abgelassenen Ballastwassermengen werden auf jährlich zehn Millionen Tonnen geschätzt, wobei etwa zwei Millionen Tonnen aus Küstengewässern stammen, die nicht der Europäischen Gemeinschaft angehören und die damit überwiegend Organismen nicht-europäischer Küsten enthalten dürften.

„Ballastwasser ist ein unspezifisches Transportmedium, das Lebewesen aller nahrungsökologischen Gruppen und verschiedenster Lebenszyklen erfasst. Von kräftigen Pumpen ins Schiffsinnere verfrachtet, enthält es alles, was der Ansaugströmung nicht entkommen kann: Vertreter fast aller Tierstämme, […] aber auch viele Einzeller und Pflanzen. Es ist eine Art Unterwasserarche. Für das Phänomen des Ballastwassers gibt es an Land keine Entsprechung. Hier werden nicht einzelne versteckte Tiere oder anhaftende Pflanzensamen von einem Kontinent in den anderen verschleppt, sondern eine komplette Organismengemeinschaft. Es ist, als würde ein Hektar Europa mit allem, was darauf kreucht und fleucht, nach Übersee transportiert und dort sich selbst überlassen werden.“

Über Ballastwasser erreichte beispielsweise der an der japanischen Küste beheimatete Tang Undaria pinnatifida die tasmanische Küste und bildet dort seit 1988 entlang der Küste dichte Tangwälder, die die einheimische Flora und Fauna verdrängen. Dinoflagellaten wie Alexandrium catanella, Alexandrium minutum, Alexandrium tamarense sowie Gymnodinium catenatum sind ebenfalls über Ballastwasser an die australische, neuseeländische und US-amerikanische Küsten verschleppt worden. Diese Dinoflagellaten bilden gelegentlich toxische Algenblüten aus, die über die Nahrungskette Muscheln, Garnelen und Fische vergiften.
Neben dem großen ökologischen Schaden, den viele durch Ballastwasser eingeschleppte Organismen vor Ort anrichten, entstehen auch hohe wirtschaftliche Schäden. Die beispielhaft erwähnten Dinoflagellaten gefährden vielerorts die Fisch-, Muschel- und Austernzucht. An nordamerikanischen Küsten mussten vereinzelt Zuchtanlagen vollständig geschlossen werden, der Fischfang wurde eingeschränkt und an Küsten, vor denen sie sich zur Algenblüten vermehren, bleiben die Touristen aus.

#### Maßnahmen gegen die Agochorie durch Ballastwasser
Australien war das erste Land, das bereits 1990 eine Richtlinie für den Umgang mit Ballastwasser einführte und inzwischen diesem Problem am entschlossensten entgegentritt. Schiffe wurden aufgefordert, kein Ballastwasser in seichten und verschmutzten Buchten aufzunehmen und Ballastwasser nicht während der Nacht zu tanken, da dann viele Meeresorganismen, die sich sonst am Meeresboden aufhalten, zur Wasseroberfläche aufsteigen. Schiffe sollten außerdem 200 Kilometer von den Küstengewässern entfernt ihr Ballastwasser austauschen, damit einerseits die Hochseearten nicht in die empfindlicheren Küstengewässer eingeschleppt werden, und zum anderen keine Bewohner der Küstenzone in andere Kontinente verschleppt werden. Die International Maritime Organization hat diese Empfehlungen aufgegriffen und mit dem Ballastwasser-Übereinkommen ein verbindliches Regelwerk geschaffen. Das Übereinkommen ist seit dem 8. September 2017 in Kraft.
Das so genannte „Reballasting“, wie der Austausch des Ballastwassers auf hoher See genannt wird, ist jedoch keine vollkommen sichere Methode. In den Tanks verbleiben beim Reballasting Restwasser mit Organismen und vor allem Ablagerungen von Meeresböden. Einen größeren Schutz vor der Einschleppung fremder Organismen durch Ballastwasser bieten das Filtern von Wasser, das Erhitzen des Ballastwassers durch Ausnutzen der Restwärme der Schiffsmaschinen, Behandlung des Ballastwassers durch ultraviolettes Licht, Ozon, Veränderung des Salzgehaltes, Sauerstoffentzug oder Entsorgung in den Häfen in spezifischen Abwasseranlagen. Die Kosten dieser Methoden sind jedoch so hoch, dass sie die Gewinnmargen der Schiffsreedereien insbesondere bei Massengütern wie Erz und Kohle deutlich übersteigen. Sie ließen sich nur durchsetzen, wenn alle Küstenstaaten sie weltweit verbindlich vorschrieben.
Zu den Ländern, die die Einschleppung fremder Organismen als so problematisch ansehen, dass sie versuchen, auf internationaler Ebene verbindliche Regelungen für den Umgang mit Ballastwasser umzusetzen, gehören neben Australien die USA, Neuseeland, Kanada, Israel und Chile.

#### Beispiele agochor ausgebreiteter Pflanzen
Neben dem bereits oben erwähnten Tang und den Dinoflagellaten zählt beispielsweise auch die Alge Caulerpa taxifolia zu den agochor ausgebreiteten Wasserpflanzen. C. taxifolia ist eine aus der Karibik und dem Indischen Ozean stammende Pflanze, die dort harmlos und unauffällig ist. Eine Mutation dieser Pflanze, deren Blattform größer ist und die mit den jahreszeitlichen Temperaturschwankungen gut zurechtkommt, ist wahrscheinlich mit Aquarienwasser vor Monaco ins Mittelmeer gelangt, wo sie zuerst größere Bestände ausbildete. Zwischen ihrem ersten Nachweis vor der Küste Monacos 1984 und 1995 drang sie bis an die Küste Kroatiens vor. Die wuchskräftige Alge ist in der Lage, täglich bis zu zwei Zentimeter zu wachsen und damit die indigene Unterwasservegetation zu überwuchern und zu ersticken. Sie gilt als eine der größten Bedrohungen des Ökosystems Mittelmeer.
C. taxifolia gehört zu den Pflanzen, die häufig durch Ballastwasser ausgebreitet werden. Sie wird außerdem dadurch ausgebreitet, dass Schiffe mit ihren Ankern Teile der Algen losreißen. Die losen Teile verdriften mit der Strömung und bilden aus diesen Ablegern neue Kolonien. Da an den Ankern haftende Algenbestandteile in den Ankerkästen von Schiffen ohne Licht und Wasser bis zu 10 Tagen überleben können, dringen die Algen in völlig neue Gebiete vor. Auf diese Weise werden Entfernungen zurückgelegt, die alle anderen Chorien übertrifft.
Zu den ebenfalls agochor ausgebreiteten Pflanzen zählt auch die Kanadische Wasserpest, die vermutlich im Jahre 1836 mit Holztransporten aus Nordamerika nach Irland eingeschleppt wurde und sich in Mitteleuropa ebenfalls als Neophyt etablierte, der eine Zeit lang mit seiner Massenentwicklung Wasserwege verstopfte und den Fischfang behinderte, bis die aggressive Vermehrung dieser Pflanze in Mitteleuropa nachließ, ohne dass bis heute dafür eine wissenschaftliche Erklärung gefunden wurde.

## Erfahrungen in Australien und Neuseeland
Anders als Mitteleuropa, dessen relativ artenarme Pflanzenwelt durch die Einschnitte der Eiszeiten vorwiegend aus Einwanderern aus dem asiatischen Kontinent besteht, haben sich Pflanzen- und Tierarten Australiens und Neuseelands über Jahrtausende nahezu vollständig geographisch isoliert entwickeln können. Dadurch reagieren die dortigen Ökosysteme mit ihren fast ausschließlich endemischen Arten wesentlich empfindlicher auf invasive Arten. In Australien und Neuseeland gab es im 19. Jahrhundert eine Welle der Akklimatisierung. Die europäischen Siedler versuchten mit Nachdruck, sowohl Tiere als auch Pflanzen ihrer europäischen Heimat an ihrem neuen Lebensort zu etablieren.

### Maßnahmen gegen speirochore und agochore Ausbreitung
Australien und Neuseeland haben weitreichende Maßnahmen getroffen, um eine Ausbreitung durch Speirochorie oder Agochorie weitgehend zu verhindern. Landwirtschaftliche Geräte, die nach Australien eingeführt werden, müssen gründlich gereinigt werden. Fluggäste, die aus anderen Kontinenten einreisen, werden aufgefordert, ihre Schuhsohlen sorgfältig zu säubern. In einigen australischen Nationalparks werden Besucherströme nur punktuell in den Park gelassen und auf Holzstiegen durch diese Gebiete geführt, um einer Sameneinschleppung von außerhalb möglichst weitgehend vorzubeugen.

### Ethelochor ausgebreitete Pflanzen
Auch viele ursprünglich ethelochor (und damit bewusst) eingeführte Pflanzen haben sich in den sensiblen Ökosystemen Australiens und Neuseelands als letztlich problematisch erwiesen. Die im Vergleich zu den australischen Grasarten nährstoffreicheren afrikanischen Grasarten wie das Wimper-Stachelgras Cenchrus ciliaris oder die Grasart Andropogon gayanus wurden beispielsweise in Australien eingeführt, um einen höheren Viehbesatz mit Hausrindern und -schafen zu ermöglichen. Dabei wurde übersehen, dass diese Pflanzen sich in noch ganz anderen, sekundären Eigenschaften von den indigenen Pflanzen Australiens unterscheiden.
Brände sind ein Charakteristikum des australischen Ökosystems; die Samen vieler australischer Pflanzen keimen erst nach der Hitzeeinwirkung eines solchen Brandes. Die indigenen australischen Pflanzen wie beispielsweise der Eukalyptus sind an die raschen, niedrig-temperaturigen Flächenbrände der australischen Grassteppe angepasst. Die nach Australien eingeführten Futtergräser brennen bei einem Flurbrand länger und mit wesentlich höheren Temperaturen. Dadurch werden diese Brände verstärkt, so dass auch Eukalyptusbäume in Brand geraten und die Samen verbrennen, statt zu keimen, wie dies nach einem normalen australischen Buschbrand der Fall wäre. Die eingeführten Grasarten haben auch zu einem Rückgang der australischen Finken- und Papageienarten geführt, da die Grasarten zwar zahlreich Samen produzieren, diese von den einheimischen Vögeln nicht gefressen werden. In der Summe können die Effekte mehrerer verschiedener eingeschleppter Arten andere an den Rand des Aussterbens bringen und Ökosysteme vernichten.

### Gartenzierpflanzen – Australiens schwierigste Bioinvasoren
Ursprünglich als Gartenzierpflanzen eingeführte Arten gehören mittlerweile zu Australiens problematischsten Bioinvasoren. Unter den achtzehn Pflanzenarten, die zu den Bioinvasoren mit den größten negativen Auswirkungen zählen, sind neben sechs Grasarten auch sieben so genannte Gartenflüchtlinge. Unter den neu als problematisch eingeordneten Neophyten machen sie sogar zwei Drittel aus. Dieser große Anteil ist auf die hohe Anzahl der eingeführten Zierpflanzen zurückzuführen. So wird geschätzt, dass allein im australischen Bundesstaat Queensland mehr als 4000 Arten in Gärten kultiviert werden – ihre Zahl ist damit größer als sämtliche in Australien als Nahrungs-, Forst- oder Weidepflanzen eingeordneten Pflanzenarten.
- Die bereits 1870 aus dem südlichen Madagaskar eingeführte Kletterpflanze Cryptostegia grandiflora hatte bis zum Jahr 2000 nach Angaben des australischen Biologen Tim Low in Australien bereits 350.000 km²[6] tropischen Regenwalds überwuchert und unter sich erstickt.
- Eine robuste, immergrüne Thunbergien-Art, die in Indien beheimatet ist, invadiert die tropischen Regenwälder rund um die australische Küstenstadt Cairns und überwuchert selbst vierzig Meter hohe Bäume.
- In Zentralaustralien wächst die eurasische Tamarisken-Art T. aphylla entlang der Flussböschungen, verdrängt dort zunehmend die einheimischen Baumarten sowie die dazugehörigen Fauna, senkt den Grundwasserspiegel und leistet der Versalzung der Böden Vorschub. Tamarisken galten lange Zeit als in Australien unproblematische Pflanzen. Das änderte sich, als Überschwemmungen die Samen der vor allem in den Gärten rund um Alice Springs gepflegten Tamarisken über hunderte von Kilometer entlang von Flussufern ausbreiteten. Ähnlich wie in den USA, wo Tamarisken sich ebenfalls als äußerst problematische Bioinvasoren herausgestellt haben, ist auch in Australien die Bekämpfung der mittlerweile weit verbreiteten Baumart nahezu aussichtslos.
- Ähnlich aussichtslos ist der Kampf gegen die Wasserhyazinthen, die sich ungehemmt in den Flussläufen und Seen im nördlichen und östlichen Australien ausbreiten, den Schiffsverkehr behindern und die Wasserfauna und -flora stark verändern.
- Der Jerusalemsdorn bildet im Northern Territory undurchdringliche Dorngestrüppe, deren Länge und Breite mehrere Kilometer betragen können.
- Zwei weitere als Gartenzierpflanzen eingeführte Pflanzen, Asparagus asparagoides und Chrysanthemoides monilifera, dominieren in vielen Eukalyptuswäldern nun die Krautschicht und verdrängen einheimische Stauden, Gräser, Orchideen und Lilien.

### Maßnahmen
In Australien werden Pflanzen, die neu eingeführt werden sollen, mittlerweile einem „Weed Access Assessment“ unterworfen, einer Untersuchung und davon abhängigen Zugangsberechtigung, inwieweit sie sich als problematisch innerhalb des australischen Ökosystems erweisen könnten. Neophyten, die sich bereits als problematisch erwiesen haben, werden in einer Liste der „Weeds of National Significance“ (WONS) aufgenommen.
Die WONS-Liste führt aber nicht zwangsläufig zu einer Verbannung der Pflanzen. Selbst solche Arten, die zu den problematischsten Bioinvasoren gehören, sind gelegentlich noch in Baumschulen erhältlich – mitunter unter Phantasienamen. Versuche, Gartenzierpflanzen nicht mehr zu verkaufen, die sich bereits als problematische Invasoren erwiesen haben, haben sich als in der Öffentlichkeit schwierig durchsetzbar erwiesen. Auch australische Gartenbesitzer verzichten nur ungern auf Efeu, Stechpalme und Japanische Kirsche als Zierpflanze.
Tim Low, der sich sehr ausführlich mit biologischen Invasoren Australiens auseinandergesetzt hat, ist daher sehr pessimistisch, was die Stabilität der australischen Ökosysteme angeht. Aus Lows Sicht handeln eine Reihe von australischen Behörden auf die Herausforderungen, die diese Invasoren darstellen, nicht entschieden genug und beugen sich zu früh den wirtschaftlichen Interessen insbesondere von Landwirten. Zum anderen ist die Gelegenheit, noch wirkungsvolle Maßnahmen zu ergreifen, bei vielen Arten bereits verstrichen. Neuseeländische Behörden sind einen anderen Weg gegangen: Sie haben Listen mit Zierpflanzen veröffentlicht, die als unproblematisch angesehen werden, und dabei eine größere Resonanz gefunden.